# Assiut Airport
Assiut Airport är en flygplats i Egypten.   Den ligger i guvernementet Asyut, i den centrala delen av landet, 300 km söder om huvudstaden Kairo. Assiut Airport ligger 235 meter över havet.
Terrängen runt Assiut Airport är platt, och sluttar norrut.  Trakten runt Assiut Airport är nära nog obefolkad, med mindre än två invånare per kvadratkilometer. Det finns inga samhällen i närheten. Trakten runt Assiut Airport är ofruktbar med lite eller ingen växtlighet.